# Viola prenja
Viola prenja är en violväxtart som beskrevs av Günther von Mannagetta und Lërchenau Beck. Viola prenja ingår i släktet violer, och familjen violväxter. Inga underarter finns listade i Catalogue of Life.
Existerar endast på Bosnien och Hercegovinas Prenj berget.